# Cheumatopsyche brevilineata
Cheumatopsyche brevilineata là một loài Trichoptera trong họ Hydropsychidae. Chúng phân bố ở miền Cổ bắc.